# London Symphony Orchestra, Vol. 2
London Symphony Orchestra, Vol. 2 studijski je album američkog glazbenika Frank Zappe i London Symphony Orchestra, koji izlazi u rujnu 1987.g. Ovo je nastavak suradnje iz 1983. i vrlo sličnog materijala snimljenog na albumu London Symphony Orchestra, Vol. 1. Ova dva albuma 1995.g. izlaze kao dvostruki CD u reizdanju izdavačke kuće Rykodisc.

## Popis pjesama
1. "Bogus Pomp" – 24:32
2. "Bob in Dacron" – 12:12
3. "Strictly Genteel" – 6:53

## Izvođači
- The London Symphony Orchestra i dirigent Kent Nagano
- David Ocker – klarinet
- Chad Wackerman – bubnjevi
- Ed Mann – udaraljke

## Produkcija
- Frank Zappa – producent
- Mark Pinske – snimanje projekcije
- James Stagnita – Grafički dizajn
- Mark Hanauer – Slika omota albuma

## Vanjske poveznice
- Detalji o albumu na Lyricsu
- Informacije o izlasku albuma